# Општина Ероика Сиудад де Уахуапан де Леон (Оахака)
Ероика Сиудад де Уахуапан де Леон (шп. Heroica Ciudad de Huajuapan de León) општина је у Мексику у савезној држави Оахака. Општина се налази на надморској висини од 1584 м.

## Становништво
Према подацима из 2010. у општини је живело 69839 становника.

### Хронологија
| Година       | 2000                  | 2005                  | 2010                  |
| ------------ | --------------------- | --------------------- | --------------------- |
| Становништво | 53219 (24808 / 28411) | 57808 (26998 / 30810) | 69839 (32910 / 36929) |

### Попис
| \| \| м \| \| \| ж \| \| 0—2 \| 2.094 \| \| \| 2.104 \| \| 3—5 \| 2.240 \| \| \| 2.140 \| \| 6—11 \| 4.301 \| \| \| 3.994 \| \| 12—14 \| 2.099 \| \| \| 1.951 \| \| 15—17 \| 2.298 \| \| \| 2.316 \| \| 18—24 \| 4.367 \| \| \| 5.025 \| \| 60+ \| 2.790 \| \| \| 3.585 \| \| Просек : \| 27,5 \| \| \| 29,6 \| |       |  |  |       |
| |       |  |  |       |
| | м     |  |  | ж     |
| 0—2 | 2.094 |  |  | 2.104 |
| 3—5 | 2.240 |  |  | 2.140 |
| 6—11 | 4.301 |  |  | 3.994 |
| 12—14 | 2.099 |  |  | 1.951 |
| 15—17 | 2.298 |  |  | 2.316 |
| 18—24 | 4.367 |  |  | 5.025 |
| 60+ | 2.790 |  |  | 3.585 |
| Просек : | 27,5  |  |  | 29,6  |

| #   | Индикатор                                                                                        | Вредност |
| --- | ------------------------------------------------------------------------------------------------ | -------- |
| 1   | Становништво од 0 до 2 године                                                                    | 4198     |
| 2   | Мушко становништво од 0 до 2 године                                                              | 2094     |
| 3   | Женско становништво од 0 до 2 године                                                             | 2104     |
| 4   | Становништво са 3 и више година                                                                  | 65134    |
| 5   | Мушко становништво са 3 и више година                                                            | 30560    |
| 6   | Женско становништво са 3 и више година                                                           | 34574    |
| 7   | Становништво са 5 и више година                                                                  | 62151    |
| 8   | Мушко становништво са 5 и више година                                                            | 28999    |
| 9   | Женско становништво са 5 и више година                                                           | 33152    |
| 10  | Становништво са 12 и више година                                                                 | 52459    |
| 11  | Мушко становништво са 12 и више година                                                           | 24019    |
| 12  | Женско становништво са 12 и више година                                                          | 28440    |
| 13  | Становништво са 15 и више година                                                                 | 48409    |
| 14  | Мушко становништво са 15 и више година                                                           | 21920    |
| 15  | Женско становништво са 15 и више година                                                          | 26489    |
| 16  | Становништво са 18 и више година                                                                 | 43795    |
| 17  | Мушко становништво са 18 и више година                                                           | 19622    |
| 18  | Женско становништво са 18 и више година                                                          | 24173    |
| 19  | Становништво од 3 до 5 година                                                                    | 4380     |
| 20  | Мушко становништво од 3 до 5 година                                                              | 2240     |
| 21  | Женско становништво од 3 до 5 година                                                             | 2140     |
| 22  | Становништво од 6 до 11 година                                                                   | 8295     |
| 23  | Мушко становништво од 6 до 11 година                                                             | 4301     |
| 24  | Женско становништво од 6 до 11 година                                                            | 3994     |
| 25  | Становништво од 8 до 14 година                                                                   | 9461     |
| 26  | Мушко становништво од 8 до 14 година                                                             | 4924     |
| 27  | Женско становништво од 8 до 14 година                                                            | 4537     |
| 28  | Становништво од 12 до 14 година                                                                  | 4050     |
| 29  | Мушко становништво од 12 до 14 година                                                            | 2099     |
| 30  | Женско становништво од 12 до 14 година                                                           | 1951     |
| 31  | Становништво од 15 до 17 година                                                                  | 4614     |
| 32  | Мушко становништво од 15 до 17 година                                                            | 2298     |
| 33  | Женско становништво од 15 до 17 година                                                           | 2316     |
| 34  | Становништво од 18 до 24 године                                                                  | 9392     |
| 35  | Мушко становништво од 18 до 24 године                                                            | 4367     |
| 36  | Женско становништво од 18 до 24 године                                                           | 5025     |
| 37  | Женско становништво од 15 до 49 година                                                           | 20055    |
| 38  | Становништво са 60 и више година                                                                 | 6375     |
| 39  | Мушко становништво са 60 и више година                                                           | 2790     |
| 40  | Женско становништво са 60 и више година                                                          | 3585     |
| 41  | Однос између мушкараца и жена                                                                    | 89.12    |
| 42  | Становништво од нуле до 14 година                                                                | 20923    |
| 43  | Становништво од 15 до 64 године                                                                  | 43672    |
| 44  | Становништво од 65 година и више                                                                 | 4737     |
| 45  | Просечан број деце                                                                               | 2.37     |
| 46  | Становништво рођено у ентитету                                                                   | 60290    |
| 47  | Мушко становништво рођено у ентитету                                                             | 28423    |
| 48  | Женско становништво рођено у ентитету                                                            | 31867    |
| 49  | Становништво рођено у другом ентитету                                                            | 8275     |
| 50  | Мушко становништво рођено у другом ентитету                                                      | 3842     |
| 51  | Женско становништво рођено у другом ентитету                                                     | 4433     |
| 52  | Становништво од 5 година и више резидентно у ентитету у јуну 2005. године                        | 57839    |
| 53  | Мушко становништво старосног доба од 5 година и више, резидентно у ентитету у јуну 2005. године  | 26563    |
| 54  | Женско становништво старосног доба од 5 и више година, резидентно у ентитету у јуну 2005. године | 31276    |
| 55  | Становништво од 5 година и више које је живело у другом ентитету у јуну 2005. године             | 2566     |
| 56  | Мушко становништво старије од 5 година које је живело у другом ентитету у јуну 2005. године      | 1232     |
| 57  | Женско становништво старије од 5 година које је живело у другом ентитету у јуну 2005. године     | 1334     |
| 58  | Становништво од 3 године и више које говори аутохтони језик                                      | 4243     |
| 59  | Мушко становништво старо 3 године и више које говори аутохтони језик                             | 1975     |
| 60  | Женско становништво старо 3 године и више које говори аутохтони језик                            | 2268     |
| 61  | Становништво од 3 године и више које говори аутохтони језик и не говори шпански језик            | 118      |
| 62  | Мушко становништво старо 3 године и више које говори аутохтони језик и не говори шпански         | 24       |
| 63  | Женско становништво старо 3 године и више које говори аутохтони језик и не говори шпански језик  | 94       |
| 64  | Становништво старо 3 године и више које говори аутохтони језик и шпански                         | 3896     |
| 65  | Мушко становништво старо 3 године и више које говори аутохтони језик и шпански                   | 1837     |
| 66  | Женско становништво старо 3 године и више које говори аутохтони језик и шпански                  | 2059     |
| 67  | Становништво од 5 година и више које говори аутохтони језик                                      | 4185     |
| 68  | Становништво од 5 година и више које говори аутохтони језик и не говори шпански језик            | 109      |
| 69  | Становништво од 5 година и више које говори аутохтони језик и говори шпански језик               | 3856     |
| 70  | Становништво у домородачким домаћинствима                                                        | 9060     |
| 71  | Становништво са ограничењима у активностима                                                      | 3125     |
| 72  | Становништво са ограниченим ходањем или кретањем, горе или доле                                  | 1647     |
| 73  | Становници са ограничењима вида, чак и уз кориштење сочива                                       | 943      |
| 74  | Становништво са ограничењима говора, комуникације или конверзације                               | 340      |
| 75  | Становништво са ограниченим слухом                                                               | 437      |
| 76  | Становништво са ограничењима при одевању, купању или јелу                                        | 140      |
| 77  | Становништво са ограничењима у опажању или учењу једноставних ствари                             | 150      |
| 78  | Становништво са менталним ограничењима                                                           | 271      |
| 79  | Становништво без ограничења активности                                                           | 65731    |
| 80  | Становништво од 3 до 5 година које не похађа школу                                               | 1334     |
| 81  | Мушко становништво од 3 до 5 година које не похађа школу                                         | 691      |
| 82  | Женско становништво од 3 до 5 година које не похађа школу                                        | 643      |
| 83  | Становништво од 6 до 11 година које не похађа школу                                              | 217      |
| 84  | Мушко становништво од 6 до 11 година које не похађа школу                                        | 115      |
| 85  | Женско становништво од 6 до 11 година које не похађа школу                                       | 102      |
| 86  | Становништво од 12 до 14 година које не похађа школу                                             | 339      |
| 87  | Мушко становништво од 12 до 14 година које не похађа школу                                       | 175      |
| 88  | Женско становништво од 12 до 14 година које не похађа школу                                      | 164      |
| 89  | Становништво од 15 до 17 година похађа школу                                                     | 3210     |
| 90  | Мушко становништво од 15 до 17 година похађа школу                                               | 1539     |
| 91  | Женско становништво између 15 и 17 година живота у школи                                         | 1671     |
| 92  | Становништво од 18 до 24 године похађа школу                                                     | 2879     |
| 93  | Мушко становништво од 18 до 24 године похађа школу                                               | 1370     |
| 94  | Женско становништво од 18 до 24 године похађа школу                                              | 1509     |
| 95  | Становништво од 8 до 14 година које не може да чита и пише                                       | 273      |
| 96  | Мушко становништво старосног доба од 8 до 14 година које не може да чита и пише                  | 146      |
| 97  | Женско становништво старосног доби од 8 до 14 година које не може да чита и пише                 | 127      |
| 98  | Становништво од 15 година и више које је неписмено                                               | 3606     |
| 99  | Мушко становништво од 15 година и више које је неписмено                                         | 1113     |
| 100 | Женско становништво од 15 година и више које је неписмено                                        | 2493     |
| 101 | Становништво старо 15 и више година без школовања                                                | 3434     |
| 102 | Мушко становништво старо 15 и више година без школовања                                          | 1176     |
| 103 | Женско становништво старо 15 и више година без школовања                                         | 2258     |
| 104 | Становништво старосног доба 15 и више година са непотпуним основним образовањем                  | 6578     |
| 105 | Мушко становништво старосног доба од 15 година и више са непотпуном основним образовањем         | 2900     |
| 106 | Женско становништво старосног доба 15 и више година са непотпуном основним образовањем           | 3678     |
| 107 | Становништво старо 15 и више година са комплетним основним образовањем                           | 7589     |
| 108 | Мушко становништво старо 15 година и више са комплетним основним образовањем                     | 3417     |
| 109 | Женско становништво старо 15 и више година са комплетним основним образовањем                    | 4172     |
| 110 | Становништво старосног доба 15 и више година са непотпуним средњим образовањем                   | 2626     |
| 111 | Мушко становништво старосног доба од 15 година и више са непотпуним средњим образовањем          | 1463     |
| 112 | Женско становништво старосног доба од 15 година и више са непотпуним средњим образовањем         | 1163     |
| 113 | Становништво старо 15 и више година са пуним секундарном образовањем                             | 10195    |
| 114 | Мушко становништво старосног доба од 15 година и више са пуним секундарном образовањем           | 4861     |
| 115 | Женско становништво старосног доба од 15 година и више са пуним секундарном образовањем          | 5334     |
| 116 | Становништво старије од 18 година са постосновним образовањем                                    | 16163    |
| 117 | Мушко становништво старије од 18 година са постосновним образовањем                              | 7348     |
| 118 | Женско становништво старије од 18 година са постосновним образовањем                             | 8815     |
| 119 | Просечна оцена школовања                                                                         | 8.58     |
| 120 | Просечан ниво образовања мушке популације                                                        | 8.78     |
| 121 | Просечан ниво образовања женског становништва                                                    | 8.42     |
| 122 | Економски активно становништво                                                                   | 28222    |
| 123 | Економски активна мушка популација                                                               | 17048    |
| 124 | Економски активна женска популација                                                              | 11174    |
| 125 | Становништво које није економски активно                                                         | 24002    |
| 126 | Мушко становништво које није економски активно                                                   | 6828     |
| 127 | Женско становништво које није економски активно                                                  | 17174    |
| 128 | Запослено становништво                                                                           | 27185    |
| 129 | Запослено мушко становништво                                                                     | 16238    |
| 130 | Запослено женско становништво                                                                    | 10947    |
| 131 | Незапослена популација                                                                           | 1037     |
| 132 | Незапослена мушка популација                                                                     | 810      |
| 133 | Незапослена женска популација                                                                    | 227      |
| 134 | Становништво без права на здравствене услуге                                                     | 30357    |
| 135 | Становништво које има право на здравствене услуге                                                | 38838    |
| 136 | Становништво које има право на ИМСС                                                              | 12525    |
| 137 | Становништво које има право на социјално осигурање                                               | 9047     |
| 138 | Становништво које има право на државно социјално осигурање                                       | 103      |
| 139 | Становништво које има право на опште осигурање или здравствено осигурање за нову генерацију      | 15390    |
| 140 | Становништво које је било једном или није било у браку током 12 година и више                    | 20830    |
| 141 | Венчано или уједињено становништво од 12 година и више                                           | 27041    |
| 142 | Становништво које је било у браку или уједињено 12 година и више                                 | 4447     |
| 143 | Становништво са католичком религијом                                                             | 59431    |
| 144 | Протестанти, еванђелисти и библијски следбеници различити од еванђелиста                         | 6540     |
| 145 | Становништво са другим религијама различитим од претходних                                       | 20       |
| 146 | Становништво без религије                                                                        | 2636     |
| 147 | Укупно пописаних домаћинства                                                                     | 16947    |
| 148 | Пописна домаћинства на челу са мушкарцима                                                        | 12000    |
| 149 | Пописна домаћинства на челу са женама                                                            | 4947     |
| 150 | Становништво у пописним домаћинствима                                                            | 68989    |
| 151 | Становништво у пописним домаћинствима на челу са мушкарцима                                      | 51839    |
| 152 | Становништво у пописним домаћинствима на челу са женама                                          | 17150    |
| 153 | Укупно домаћинстава                                                                              | 23779    |
| 154 | Укупно насељених домаћинстава                                                                    | 17122    |
| 155 | Укупно приватних кућа                                                                            | 23604    |
| 156 | Насељени приватни домови                                                                         | 16947    |
| 157 | Укупно насељених приватних кућа                                                                  | 17108    |
| 158 | Ненасељене приватне куће                                                                         | 3819     |
| 159 | Појединачна домаћинства за привремену употребу                                                   | 2838     |
| 160 | Становници у насељеним приватним кућама                                                          | 68989    |
| 161 | Насељеност станара у приватним становима                                                         | 4.07     |
| 162 | Просечно становника по соби у приватним насељеним домаћинствима                                  | 1.12     |
| 163 | Појединачна домаћинства са подовима од различитих материјала од земље                            | 15612    |
| 164 | Појединачна домаћинства у приземљу                                                               | 1276     |
| 165 | Појединачна домаћинства са једном спаваћом собом                                                 | 6283     |
| 166 | Појединачна домаћинства са две спаваће собе и више                                               | 10605    |
| 167 | Појединачна домаћинства са једним собом                                                          | 1573     |
| 168 | Појединачна домаћинства са две собе                                                              | 3112     |
| 169 | Појединачна домаћинства са 3 собе и више                                                         | 12192    |
| 170 | Појединачна домаћинства која имају електрично светло                                             | 16554    |
| 171 | Појединачна домаћинства која немају електрично светло                                            | 336      |
| 172 | Појединачна домаћинства која имају водоводну воду у стамбеном простору                           | 13854    |
| 173 | Појединачна домаћинства која немају водоводну воду у стамбеном простору                          | 3023     |
| 174 | Појединачна домаћинства која имају тоалет                                                        | 16341    |
| 175 | Појединачна домаћинства која имају канализацију                                                  | 15754    |
| 176 | Појединачна домаћинства која немају канализацију                                                 | 1100     |
| 177 | Појединачна домаћинства која имају електрично светло, довод воде из јавне мреже и канализацију   | 13219    |
| 178 | Појединачна домаћинства без икаквих услова                                                       | 356      |
| 179 | Појединачна домаћинства која имају радио                                                         | 13997    |
| 180 | Појединачна домаћинства која имају телевизор                                                     | 15541    |
| 181 | Појединачна домаћинства која имају фрижидер                                                      | 13160    |
| 182 | Појединачна домаћинства која имају машину за веш                                                 | 10050    |
| 183 | Појединачна домаћинства која имају аутомобил или комби                                           | 6723     |
| 184 | Појединачна домаћинства која имају рачунар                                                       | 4456     |
| 185 | Појединачна домаћинства која имају фиксну телефонску линију                                      | 5786     |
| 186 | Појединачна домаћинства која имају мобилни телефон                                               | 10156    |
| 187 | Појединачна домаћинства која имају приступ интернету                                             | 2553     |